# Oberlaa
Oberlaa – jedna ze stacji metra w Wiedniu na linii U1. Znajduje się w 10. dzielnicy Wiednia, Favoriten. 
Otwarcie stacji odbyło się 2 września 2017, w ramach rozbudowy linii U1 z Reumannplatz. Położona jest bezpośrednio przy wejściu do Therme Wien. Na północ od stacji znajduje się park zdrojowy Oberlaa, na południe znajduje się linia kolejowa Donauländebahn.